# 善養寺 (世田谷区)
善養寺（ぜんようじ）は、東京都世田谷区野毛にある寺院。真言宗智山派に属し、深沢村（現在の深沢地区の一部）から江戸時代初め、慶安年間（1648年-1651年）に移転してきた。本堂の前にあるカヤの大木（善養寺のカヤ）は樹齢700年とも800年ともいい、1964年に東京都の天然記念物に指定されている。

## 歴史
善養寺は多摩川のほとり、国分寺崖線沿いに位置する。正式の名を「影光山仏性院 大毘廬遮那殿 善養密寺（ようこうさんぶっしょういんだいびるしゃなでんぜんようみつじ）」といい、京都市東山区の智積院の末寺である。
江戸時代以前には、この寺は深沢村にあったと伝えられる。この寺の僧侶だった祐栄阿闍梨（慶安5年7月26日遷化）という僧が、本山の智積院で修行を積み、深沢村へと戻ってきたが不在の間に寺は荒廃していた。慶安年間に祐栄は下野毛村字根通りに寺を移転したと伝えられるが、『新編武蔵風土記稿』巻之四十九、荏原郡世田谷領菅刈庄下野毛村の条に「ソノ年歴詳ナラズ」と記述されている上、現在地への移転以前の善養寺のことについては文献がないためほとんど知られていない。
一時期無住の時代もあったが、2012年の時点で判明している歴代住職は開祖の祐栄から数えて20人である。新編武蔵風土記稿巻之四十九には「真言宗新義ニテ、等々力村、満願寺ノ末寺ナリ」と記述されていた。1872年（明治5年）の『古義真言新義真言本末一派寺院明細帳II』という資料によると、善養寺の住職は谷沢川沿いにあった浄音寺（じょういんじ）という無住の寺の住職も兼任していた。浄音寺は山号を「慈眼山」（じがんさん）といい、当時の善養寺と同じく新義真言宗に属し、やはり満願寺の末寺であった。その後浄音寺は火事によって全焼して廃寺となり、満願寺に合併された。浄音寺は跡地近くの坂に「浄音寺坂」という名前を残している。
本尊は金剛界大日如来で、木彫漆塗り、高さは4尺余の坐像である。毎月1日には本尊のご縁日として大護摩供養が修行され、正月元旦にも元旦護摩が行われる。その他に節分会、施餓鬼、春秋の彼岸なども修行されている。世田谷区野毛や中町近辺、川崎市高津区下野毛を始め、都内や近県に檀家を持っている。
善養寺は玉川八十八箇所32番及び玉川二十一箇所14番の札所である。巡礼歌は「おごそかに 如来の大悲 かがやけり たまの川辺の 榧（かや）のみてらに」である。なお、境内からは鎌倉時代から室町時代にかけて造られた板碑が18基出土している。

## 境内と文化財

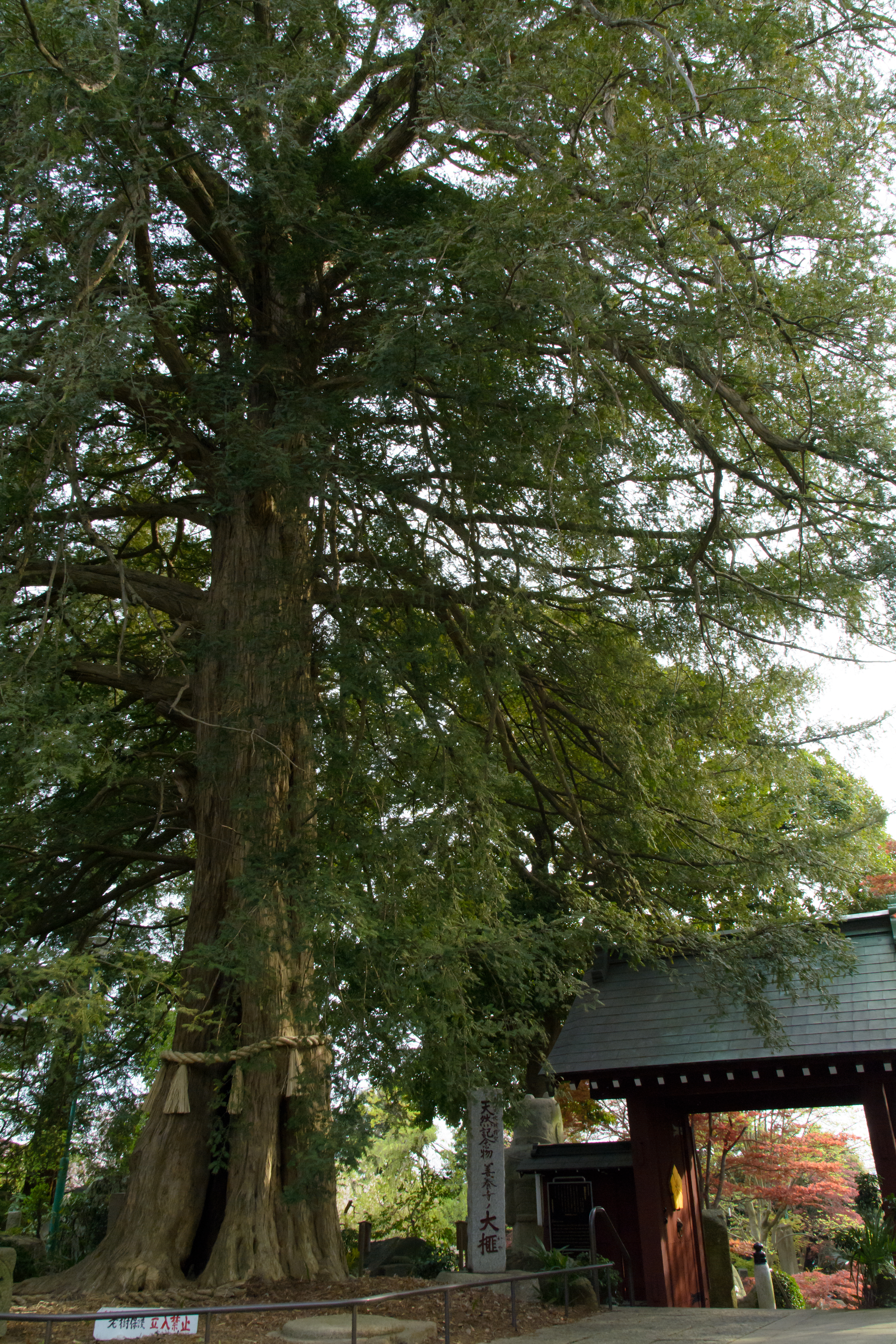
善養寺のカヤ

丸子川にかかる赤い橋（大日橋)を渡って石段を上ると、一対の海駝（かいだ）の坐像が出迎える。海駝は架空の神獣で火除けの神といい、世界でも5つしかない珍しいものという。本堂は奈良の唐招提寺金堂を模したもので、鴟尾一対が載った瓦葺き、寄棟造りの屋根が特徴である。
本堂の前には、善養寺のカヤと呼ばれるカヤの大木が生育している。このカヤには豪族の娘が助けた沢蟹親子の恩返し伝説があり、そばには沢蟹や蛙、そして河童の石像が設置されている。その他にも境内にはガネーシャ神、石羊、布袋像などがある。
本堂内には、本尊の大日如来坐像の他、秘仏の不動明王立像と制多迦童子、矜羯羅童子などが祀られている。古くはこの地の鎮守である六所神社の神輿堂や閻魔堂が境内に存在していた。1998年（平成10年）には、善養寺中興400年記念として梵鐘と梵鐘堂が完成した。

## 所在地
- 東京都世田谷区野毛2丁目7番11号

## 交通
- 東急大井町線等々力駅から徒歩約15分。